# Beitrag zur Kenntniss der Flora Russlands und der Steppen Central-Asiens
Beitrag zur Kenntniss der Flora Russlands und der Steppen Central-Asiens (abreviado Beitr. Fl. Russl.) es un libro ilustrado con descripciones botánicas que fue escrito por el naturalista zoólogo y botánico alemán de Rusia Alexander von Bunge. Fue publicado en el año 1852.